# بخش بوزانسون
بخش بوزانسون (به فرانسوی: Arrondissement de Besançon) یک بخش در فرانسه است که در دو واقع شده‌است.